# ألبرت ونايت
ألبرت ونايت (8 أكتوبر 1872 بليستر في المملكة المتحدة - 25 أبريل 1946 في كندا) (بالإنجليزية: Albert Knight)‏ هو لاعب كريكت بريطاني (وحمل سابقاً جنسية المملكة المتحدة لبريطانيا العظمى وأيرلندا). شارك مع منتخب إنجلترا للكريكت. أما مع النوادي، فقد لعب مع نادي مقاطعة ليسترشاير للكريكت ‏ وLondon County Cricket Club ‏.

## وصلات خارجية
- ألبرت ونايت على موقع إي آس بي آن كريك إنفو (الإنجليزية)